# Kele-Sprachen (B20)
Die Kele-Sprachen sind eine Sprachgruppe innerhalb der Guthrie-Zone B der Bantusprachen. Sie wird als Zone B20 klassifiziert und enthält zehn Einzelsprachen, die insgesamt von circa 104.500 Menschen in Gabun, der Republik Kongo und Äquatorialguinea gesprochen werden. 
Die einzelnen Sprachen sind:
- Kélé, ca. 9200 Sprecher in Gabun
- Kota, ca. 43.500 Sprecher in Gabun und der Republik Kongo
- Mahongwe, ca. 1000 Sprecher in Gabun
- Mbangwe, ca. 5200 Sprecher in Gabun und der Republik Kongo
- Ndasa, ca. 7000 Sprecher in der Republik Kongo und Gabun
- Ngom, ca. 12.800 Sprecher in Gabun und der Republik Kongo
- Sake, ca. 1000 Sprecher in Gabun
- Seki, ca. 14.700 Sprecher in Äquatorialguinea und Gabun
- Sighu, ca. 1000 Sprecher in Gabun
- Wumbvu, ca. 18.300 Sprecher in Gabun und der Republik Kongo